# Plaza de España (Vitoria)
La plaza de España, también conocida como Plaza Nueva (en euskera: Plaza Berria o Espainia Plaza), es un espacio urbano construido como plaza mayor que se encuentra en el centro de la ciudad de Vitoria.

## Arquitectura
La plaza es una construcción de estilo neoclásico que forma un cuadrado perfecto de 61 metros de lado. En el ala norte se encuentra la casa consistorial, mientras que el acceso está abierto a través de los lados sur, este y oeste. La base de todo el perímetro está formado por soportales con arcos de medio punto con pilastras adosadas que se sustituyen por columnas en las entradas.
La fachada de la casa consistorial se remata por medio de una balaustrada con jarrones, un gran frontón y el escudo de la ciudad en piedra labrada. Los otros frentes solo presentan una cornisa.
En la construcción se mezclan la piedra de sillería, la mampostería y el ladrillo.

## Historia
En la sesión municipal del 15 de marzo de 1780, el alcalde de Vitoria y marqués de la Alameda, Ramón María de Urbina, plantea el proyecto de construir una plaza nueva, amplia y suntuosa, que fuera el punto de partida para la edificación de una nueva ciudad. Se pretendía unir el casco antiguo con el nuevo ensanche, así como fijar la ubicación definitiva de la casa consistorial. La plaza debería ser ornamental y a semejanza de otras ciudades importantes, como Madrid y Salamanca, que ya contaban con plaza mayor.
Su construcción comienza el 17 de octubre de 1781, en el 600 aniversario de la fundación de Vitoria, según el proyecto del arquitecto Justo Antonio de Olaguíbel. Para su ejecución se tuvieron que vencer grandes dificultades técnicas, pues fue preciso realizar costosas y difíciles labores de explanación a fin de salvar en reducido espacio un desnivel de cerca de veinte metros. Este problema se solucionó con la construcción de los edificios conocidos como Los Arquillos. En 1791 se inaugura la plaza y el 24 de diciembre de 1791 tiene lugar el primer pleno del ayuntamiento en su nueva ubicación.
La Plaza de España de Vitoria sirvió de modelo para las que más tarde se llevaron a cabo en San Sebastián y Bilbao.
El pavimento de la plaza se sustituye en 1992 con losa de piedra que configura un dibujo estrellado de 16 puntas.

### Evolución del nombre de la plaza
En 1791 Olaguíbel finaliza su proyecto denominándolo «Plaza Nueva», en contraposición a la Plaza Vieja, actual Plaza de la Virgen Blanca. Con aquella denominación se la conoció en las dos primeras décadas del siglo XIX. Hacia 1820, las autoridades de Vitoria de la época optan por llamarla «Plaza de la Constitución» en honor a «la Pepa», la primera constitución española, aprobada en las Cortes de Cádiz. Esta denominación siguió vigente durante un siglo, hasta 1927, cuando se convirtió en la «Plaza de Alfonso XIII», en honor del monarca español regente en ese momento.
Al proclamarse en España la Segunda República, el 14 de abril de 1931 se lleva a cabo la rectificación de varios nombres de calles existentes en ese momento, y, en concreto, la «Plaza de Alfonso XIII» ve cómo su nombre es sustituido por el de «Plaza de la República». Cinco años después, el 26 de agosto de 1936, tras el levantamiento militar que dio paso a la guerra civil, se convierte, por primera vez, en «Plaza de España», siendo ratificado por el pleno del ayuntamiento una vez restaurada la época democrática.

## Usos
Desde diciembre de 2021, la plaza es el lugar elegido por EITB para emitir en directo las campanadas de Año Nuevo a través de sus canales de televisión ETB1 y ETB2.
A fecha de 2018, en la Plaza de España se localiza la oficina de turismo. También acoge el mercado dominical de coleccionismo donde se intercambian y venden diferentes objetos de numismática, filatelia, tarjetas postales y similares.
El jueves previo a Nochebuena se celebra el mercado agrícola y artesanal de Navidad.
Cada día a las doce del mediodía suena la melodía de «La paloma» de Sebastián Iradier desde el carillón del ayuntamiento.